# 16524 Hausmann
16524 Hausmann este un asteroid din centura principală de asteroizi.

## Descriere
16524 Hausmann este un asteroid din centura principală de asteroizi. A fost descoperit pe 17 ianuarie 1991 la Tautenburg de Freimut Börngen. Asteroidul prezintă o orbită caracterizată de o semiaxă mare de 2,43 ua, o excentricitate de 0,13 și o înclinație de 1,3° în raport cu ecliptica.